# Шива (Mortal Kombat)
Шива (англ. Sheeva) — персонаж серии игр Mortal Kombat. Дебютировала в Mortal Kombat 3 (1995). Является представителем расы Шоканов, четырёхруких существ.

## Появления
Шива принадлежит к древней расе шоканов, живущей во Внешнем мире. Как и все представители её народа, она обладает высоким мускулистым телосложением, красными глазами, четырьмя руками с тремя пальцами на каждой и двумя пальцами на каждой ноге. В Mortal Kombat 3 (1995), когда император Внешнего мира Шао Кан воскресил королеву Эдении Синдел для вторжения в Земное Царство, он назначил Шиву её личным телохранителем. Однако позже отношения Шивы с императором изменились из-за его сотрудничества с кентавром Мотаро. Шива восприняла это как оскорбление, поскольку шоканы и кентавры долгое время были заклятыми врагами. Она служила императору в Земном Царстве, но, вернувшись во Внешний мир, была потрясена, узнав, что Шао Кан предал шоканов и начал против них войну. Она присоединилась к своим собратьям в борьбе с воинами Кана. Шоканы были в меньшинстве, но когда Шао Кан потерпел поражение от воинов Земли и отозвал свои войска, Шива воспользовалась шансом, чтобы отомстить Мотаро. Несколько дней спустя она узнала, что Мотаро вылечил своего союзника из Земного Царства Кано. Хотя Мотаро спас Кано, он сделал это для того, чтобы заключить землянина в тюрьму. Некоторое время спустя Шива попыталась убить Мотаро и Шао Кана, освободив Кано, чтобы он помог ей. Они направились во дворец, но Кано предал Шиву, предупредив Шао Кана о покушении на его жизнь. В итоге император убил Шиву.
Шива вернулась в перезапуске серии, в Mortal Kombat (2011). По сюжету она телохранитель и тюремщик Шао Кана. Она сражается с несколькими бойцами в игре и проигрывает им всем. Затем Шива возвращается в качестве союзника в Mortal Kombat 11, сначала как неигровой персонаж, а затем становится бойцом для DLC. Принцесса Китана пыталась убедить её помочь Коталь Кану против ожившего Шао Кана. Шива, однако, не решается вмешиваться без гарантии победы. Она заявляет, что будет участвовать, только если к ним примкнут Барака и таркатаны. После того, как Китана уговаривает последних, Шива сопровождает её на штурм Колизея. Позже Шива становится одним из основных лейтенантов Китаны после того, как раненый Коталь назначает последнюю новым Каном. Шива присоединяется к альянсу в финальной битве против армии Кроники в Преисподней. В дополнении Aftermath Шива играет более важную роль, оживляя королеву Синдел, чтобы она помогла путешествующим во времени Шан Цзуну, Ночному Волку и Фуджину. Однако узнав о предательстве Синдел, Шива попыталась остановить её, но потерпела поражение.

## Отзывы и критика
Алиша Вайнбергер из Comic Book Resources отмечала, что «забрав домой бронзу как третий воин-шокан, появившийся во франшизе после Горо и Кинтаро соответственно, Шива была встречена в основном неоднозначно, и её часто упускают из виду». Однако она подчеркнула, что «её эволюция на протяжении как канонических, так и неканонических сюжетных линий франшизы намного круче, чем думает большинство игроков, и она оказалась нечто большим, чем просто „девушка-Горо“». Спенсер Стилл из Screen Rant составил гайд, как играть за Шиву в Mortal Kombat 11 и посчитал, что она «одна из самых сильных персонажей в игре». Он написал: «Сильный женский персонаж — это тот, о котором фанаты просили с момента её последней игровой версии в Mortal Kombat 9. Наряду с обновлённым графическим стилем, новейшая версия Шивы предлагает множество новых игровых возможностей для персонажа благодаря её 3 вариантам стиля боя». В 2010 году журнал Game Informer представил список персонажей, которых редакторы хотели бы видеть (или не видеть) в новой на тот момент игре, и они посчитали, что Шива не нужна. Дэн Рикерт написал: «Мы все любим Горо. Мы думаем, что Мотаро тоже был довольно крутым. Однако ни разу мы не смотрели на этих четырёхруких бегемотов и не думали: „Эй, разве не было бы мило увидеть это… но в бикини?“. Несмотря на довольно крутой удар по земле, она была дополнением во франшизе, которое никогда не служило цели и не делало ничего особенно примечательного. Если мать Китаны, Синдел, появится в новом МК, будем надеяться, что ей больше не нужен её четырёхлапый телохранитель [Шива]».